# Omar Hakim
Omar Hakim (New York, 12 febbraio 1959) è un batterista statunitense.

## Biografia
Ampiamente apprezzato per la sua versatilità, abilità tecnica e groove, Omar Hakim è uno dei batteristi e session man più importanti degli ultimi trentacinque anni. Ha collaborato con artisti che vanno da Miles Davis a Madonna lasciando la sua impronta su centinaia di registrazioni, tra cui diversi sotto il suo nome.
Nato a New York da una famiglia di musicisti, Omar iniziò a suonare la batteria all'età di 5 anni. All'età di dieci anni, si esibiva pubblicamente con suo padre Hasan Hakim, un veterano del trombone di bande di Duke Ellington e Count Basie. Questo periodo ha influenzato la tecnica tradizionale e l'improvvisazione jazz di Omar e costruito una solida base per il suo stile unico di drumming. L'amicizia del padre con John Coltrane ha fatto sì che il giovane Omar trascorresse il suo tempo con due grandi batteristi del jazz, Elvin Jones e Art Blakey.
Tra le sue collaborazioni più acclamate vi sono quelle con Herbie Hancock, Pino Daniele, Weather Report, Dire Straits, Anita Baker, Sting, Chaka Khan, Mariah Carey, Madonna, Lionel Richie, Bruce Springsteen, Tullio De Piscopo, David Bowie, Teresa De Sio, Mick Jagger, Miles Davis, Chic, Michael Jackson, Bryan Ferry, Əzizə Mustafazadə, Carole King, Everything but the Girl, Marcus Miller, Kazumi Watanabe, Labelle, Lee Ritenour, The Rippingtons, Bobby McFerrin, Jovanotti, Daft Punk e Foo Fighters.